# Paula Jara
Nació en Ibarra, el 1 de febrero de 1997. Es una triatleta ecuatoriana reconocida por sus logros a nivel nacional e internacional.

## Trayectoria
El 23 de septiembre ganó la medalla de plata con un tiempo de 1 hora, 18 minutos y 26 segundos en los Primeros Juegos Sudamericanos de la Juventud Lima 2013, en el evento que se desarrolló en el sector de Chorrillos (Miraflores). Las pruebas consistían de 750 metros de natación en aguas abiertas, 20 kilómetros en bicicleta y 5 kilómetros de carrera pedestre.
Para el mes de abril de 2019, se destacó del resto de la delegación ecuatoriana que participó en el Campeonato Sudamericano de Triatlón, realizado en Montevideo, Uruguay, donde consiguió la medalla dorada en la categoría sub-23.
Logró la medalla de oro junto a un tiempo récord de 01h09m11s.
Entre el 29 y 31 de agosto del presente año, en Lausana (Suiza), se cumplió el Campeonato Mundial de Triatlón ocupando el puesto 23 de la competencia.
En el Triatlón de Huatulco, la ibarreña se mostró complacida con su actuación en México. Con esta participación clasificó a los Juegos Panamericanos 2019 entrando en el puesto 22. 

### Logros obtenidos
La atleta ibarreña, de 22 años, ha obtenido 3 podios a lo largo de su carrera deportiva, de los cuales 2 fueron para el primer lugar. Además, cuenta con 37 participaciones internacionales que le permiten clasificarse dentro de las 30 mejores atletas de élite de América y ser la número 118 en el mundo.

#### Podios
2019
- 1er lugar en el Campeonato Sudamericano y Copa Americana de Triatlón CAMTRI en Montevideo, Uruguay.[7]

2018
- 2.º lugar en la Copa Americana de Triatlón CAMTRI en Lima, Perú.[8]

- 1er lugar en la Copa Americana de Triatlón CAMTRI en Valparaíso, Chile.[9]

#### Participaciones Internacionales
Ha participado desde el año 2013 en competencias de élite internacional. A continuación el listado de estas: 

| 24 Nov 2019 | 6   | 2019 Santiago CAMTRI Campeonatos Iberoamericanos y Copa Americana de triatlón Élite Mujeres          | 01:02:25 |
| 03 Nov 2019 | 27  | 2019 Lima Copa Mundial de Triatlón Élite Mujeres                                                     | 01:00:43 |
| 01 Sep 2019 | 19  | 2019 Gran Final del Mundial de Triatlón en Lausanne Mixed U23- Relevos Juveniles                     | 00:18:10 |
| 30 Aug 2019 | 23  | 2019 Gran Final del Mundial de Triatlón en Lausanne U23 Mujeres                                      | 02:13:53 |
| 29 Jul 2019 | 5   | 2019 Lima Juegos Panamericanos Relevos Mixtos                                                        | 00:22:25 |
| 27 Jul 2019 | 17  | 2019 Lima Juegos Panamericanos Élite Mujeres                                                         | 02:12:12 |
| 16 Jun 2019 | 5   | 2019 Salinas CAMTRI Copa Americana de Triatlón Élite Mujeres                                         | 01:03:50 |
| 04 May 2019 | 4   | 2019 Monterrey CAMTRI Campeonatos Americanos de Triatlón Relevos Mixtos                              | 00:18:04 |
| 03 May 2019 | 5   | 2019 Monterrey CAMTRI Campeonatos Americanos de Triatlón U23 Mujeres                                 | 02:05:13 |
| 03 May 2019 | 21  | 2019 Monterrey CAMTRI Campeonatos Americanos de Triatlón Élite Mujeres                               | 02:05:13 |
| 28 Apr 2019 | 7   | 2019 Salinas CAMTRI Copa Americana de Triatlón Élite Mujeres                                         | 02:07:40 |
| 31 Mar 2019 | 1   | 2019 Montevideo CAMTRI Copa Americana y Campeonatos Sudamericanos de Triatlón U23 Mujeres            | 01:09:11 |
| 31 Mar 2019 | 5   | 2019 Montevideo CAMTRI Copa Americana y Campeonatos Sudamericanos de Triatlón Élite Mujeres          | 01:09:11 |
| 16 Mar 2019 | 4   | 2019 Rosario Juegos Sudamericanos de Playa Mixed Relevos                                             | 00:19:54 |
| 14 Mar 2019 | 7   | 2019 Rosario Juegos Sudamericanos de Playa Élite Mujeres                                             | 01:07:52 |
| 04 Nov 2018 | 4   | 2018 Santiago CAMTRI Copa Americana de Triatlón Élite Mujeres                                        | 01:02:34 |
| 28 Oct 2018 | 11  | 2018 Puerto Lopez CAMTRI Copa Americana de Triatlón Élite Mujeres                                    | 01:03:44 |
| 21 Oct 2018 | 24  | 2018 Salinas Copa Mundial de Triatlón Élite Mujeres                                                  | 00:59:43 |
| 14 Oct 2018 | LAP | 2018 Sarasota-Bradenton CAMTRI Campeonatos Americanos de Relevos Mixtos en Triatlón Mixed Relevos    | 00:00:00 |
| 13 Oct 2018 | 44  | 2018 Sarasota-Bradenton Copa Americana de Triatlón Élite Mujeres                                     | 00:58:51 |
| 05 Aug 2018 | 2   | 2018 Lima CAMTRI Copa Americana de Triatlón Élite Mujeres                                            | 01:04:42 |
| 10 Jun 2018 | 22  | 2018 Huatulco Copa Mundial de Triatlón Élite Mujeres                                                 | 01:03:57 |
| 30 May 2018 | 3   | 2018 Cochabamba Juegos Sudamericanos Mixed Relevos                                                   | 00:20:45 |
| 29 May 2018 | 6   | 2018 Cochabamba Juegos Sudamericanos Élite Mujeres                                                   | 1:04:55  |
| 29 Apr 2018 | DNF | 2018 Salinas CAMTRI Copa Americana de Triatlón Élite Mujeres                                         | DNF      |
| 04 Mar 2018 | 1   | 2018 Valparaiso CAMTRI Copa Americana de Triatlón Élite Mujeres                                      | 01:03:04 |
| 16 Nov 2017 | 9   | 2017 Santa Marta Juegos Bolivarianos Élite Mujeres                                                   | 01:13:49 |
| 29 Oct 2017 | 27  | 2017 Salinas Copa Mundial de Triatlón Élite Mujeres                                                  | 01:01:51 |
| 22 Oct 2017 | LAP | 2017 Puerto Lopez CAMTRI Campeonatos Americanos de Triatlón Élite Mujeres                            | LAP      |
| 22 Oct 2017 | LAP | 2017 Puerto Lopez CAMTRI Campeonatos Americanos de Triatlón U23 Mujeres                              | LAP      |
| 25 Jun 2017 | 5   | 2017 Ibarra CAMTRI Copa Americana de Triatlón Élite Mujeres                                          | 02:07:15 |
| 30 Apr 2017 | 12  | 2017 Salinas CAMTRI Copa Americana de Triatlón Élite Mujeres                                         | 02:25:02 |
| 18 Mar 2017 | 15  | 2017 Montevideo CAMTRI Campeonato Americano, Iberoamericano y Sudamericano de Triatlón Élite Mujeres | 01:08:03 |
| 25 Sep 2016 | 27  | 2016 Salinas Copa Mundial de Triatlón Élite Mujeres                                                  | 01:07:27 |
| 09 Jul 2016 | 27  | 2016 West Des Moines CAMTRI Campeonatos U23 y juveniles de Triatlón Juvenil Mujeres                  | 01:07:14 |
| 16 Jan 2016 | 5   | 2016 La Paz (ARG) CAMTRI Campeonatos Juveniles de Triatlón Juvenil Mujeres                           | 01:15:11 |
| 03 May 2015 | 8   | 2015 Monterrey CAMTRI Campeonatos Americanos de Triatlón Mixed Juvenil Relevos                       | 00:21:11 |
| 03 May 2015 | 28  | 2015 Monterrey CAMTRI Campeonatos Americanos de Triatlón Juvenil Mujeres                             | 01:07:04 |
| 07 Mar 2015 | 7   | 2015 Joao Pessoa CAMTRI Campeonatos Juveniles Sudamericanos de Triatlón Juvenil Mujeres              | 01:07:42 |
| 01 Feb 2015 | 6   | 2015 ECU Campeonatos Nacionales de Triatlón Élite Mujeres                                            | 00:58:40 |
| 01 Sep 2014 | 14  | 2014 Gran Final de Triatlón Mundial en Edmonton Mixed U23-Juvenil Relevos                            | 00:24:19 |
| 29 Aug 2014 | 49  | 2014 Gran Final de Triatlón Mundial en Edmonton Juvenil Mujeres                                      | 01:13:14 |
| 31 May 2014 | 11  | 2014 Dallas PATCO Campeonatos Panamericanos de Triatlón Juvenil Mujeres                              | 01:03:51 |
| 02 May 2014 | DNF | 2014 Monterrey PATCO Cualificadores de Triatlón Juvenil Mujeres                                      | 00:00:00 |
| 12 Apr 2014 | 6   | 2014 Salinas PATCO Campeonatos Sudamericanos de Triatlón Juvenil Juvenil Mujeres                     | 01:07:38 |
| 29 Jun 2013 | 26  | 2013 Vila Velha PATCO Campeonatos Panamericanos de Triatlón Juvenil Mujeres                          | 01:11:14 |
| 24 Mar 2013 | 7   | 2013 Coquimbo PATCO Campeonatos Sudamericanos de Triatlón Juvenil Juvenil Mujeres                    | 01:08:42 |